# سويا تاكاهاشي
سويا تاكاهاشي (باليابانية: 高橋 壮也) (مواليد 29 فبراير 1996)، هو لاعب كرة قدم ياباني سابق كان يلعب كمدافع.

## وصلات خارجية
- سويا تاكاهاشي على موقع الاتحاد الدولي (مؤرشف)  (الإنجليزية)
- سويا تاكاهاشي على موقع اتحاد السويد (السويدية)
- سويا تاكاهاشي على موقع رابطة كرة القدم اليابانية للمحترفين (اليابانية)
- سويا تاكاهاشي على موقع قاعدة بيانات كرة القدم.إي يو (الإنجليزية)
- سويا تاكاهاشي على موقع Soccerway.com (الإنجليزية)
- سويا تاكاهاشي على موقع عالم كرة القدم.نت (الإنجليزية)
- سويا تاكاهاشي على موقع كووورة
- سويا تاكاهاشي على موقع AS.com (الإسبانية)